# 王崇 (嘉靖乙未進士)
王崇（1504年—？），字子謙，保定後衛前所官籍，直隸任丘縣（今河北省任丘市）人，明朝政治人物。

## 生平
嘉靖十年（1531年）辛卯科順天府鄉試第十九名舉人。嘉靖十四年（1535年）中式乙未科進士。歷官刑部郎中。嘉靖二十三年（1544年）出為直隸池州府知府。任內修嘉靖《池州府志》。

## 家族
曾祖王衍，曾任百戶；祖父王英；父王釗，母高氏；繼母趙氏。具庆下。兄王鼎（副千户）；王琴（貢士）。